# Vadis Odjidja Ofoe
Vadis Odjidja-Ofoe, né le 21 février 1989 à Gand en Belgique, est un footballeur international belge, d'origine ghanéenne, qui joue au poste milieu de terrain.

## Biographie

### En club

#### Jeunesse et formation
Né à Gand d'une mère belge et d'un père ghanéen, Vadis Odjidja commence à jouer au football à l'âge de cinq ans dans sa ville natale à La Gantoise. En 1999, il quitte le club pour rallier la capitale et le RSC Anderlecht où il fait ses débuts en équipe première en décembre 2006, sous la direction de Franky Vercauteren, lorsqu'il entre en jeu à la place de Cristian Leiva (en) à l'occasion de la Supercoupe, remportée face à Zulte Waregem (3-1). Néanmoins, Vercauteren ne lui donne plus jamais sa chance au cours de la saison, le laissant généralement en tribune avec la seule exception d'un quart de finale retour de Coupe de Belgique face à au KRC Genk où il prend place sur le banc. Déçu du peu de considération à son égard, Vadis pense même à arrêter le football comme le révèle son père dans un article.
Après le limogeage de Vercauteren, son successeur Ariël Jacobs se montre plus enthousiaste vis-a-vis de son potentiel et, le 9 décembre 2007, Odjidja joue ses premières minutes en Jupiler League quand il rentre à la 63e minute de jeu en remplacement de Mbo Mpenza face au Saint-Trond VV. Le 24 novembre, il est titularisé pour la première fois en Coupe de Belgique contre Hamme. Anoncé blessé au départ, il inscrit son premier but le 22 décembre, lors d'une victoire étriquée face au RAEC Mons, à la 15e minute de la rencontre et offre une passe décisive à Marcin Wasilewski, contrée par Daré Nibombé qui marque contre son camp.

#### Premier exil: Hambourg SV (2008)
Au mercato de janvier 2008, alors qu'Anderlecht pousse pour qu'il signe un nouveau contrat et qu'il est scouté par différents clubs,, il préfère finalement signer au Hambourg SV où joue également Vincent Kompany.
Odjidja y reçoit très peu de temps de jeu, à peine huit minutes en deux rencontres de championnat, ainsi qu'une mi-temps en Coupe UEFA face au Bayer Leverkusen où, titulaire au départ, il est remplacé pour des raisons tactiques à la 46e minute. Régulièrement versé en équipe réserve, il ne dispute là également que douze rencontres de Regionalliga Nord sur deux saisons.
Découragé, Vadis désire quitter Hambourg et revenir au Sporting, où Ariël Jacobs est toujours en place, mais les Mauves rejettent la proposition. Il effectue un test à West Bromwich Albion qui hésite à l'embaucher mais le transfert n'a pas lieu en définitive. Le Belgo-Ghanéen signe finalement au Club Bruges KV un contrat portant sur trois saisons et demie.

#### L'éclosion au Club Bruges KV (2009-2014)
À Bruges, le jeune milieu âgé alors de dix-neuf ans, s'impose enfin dans un effectif professionnel, et attire même l'attention du sélectionneur des Diables Rouges, Georges Leekens. Avec plus de 200 matches pour les Blauw en Zwart, Odjidja prend une place prépondérante dans l'effectif jusqu'à son départ en aout 2014.
Malgré une opération du genou en janvier qui l'écarte des terrains pendant plusieurs semaines, il est toutefois proche d'un transfert lors du mercato d'été 2012 lorsqu'il voit coup sur coup des accords échouer avec le FC Porto, Fulham, et Everton, dans ce dernier cas après un refus de la FIFA de valider le transfert parce qu'il n'a pas été effectué avant l'expiration du délai limite,.
Odjidja manque le début de la saison suivante à la suite d'une fracture du pied occasionnée à l'entraînement, alors qu'il avait déjà dû faire l'impasse sur une partie des play-offs pour blessure.
En août 2014, malgré les insistances de Michel Preud'homme qui aimerait le conserver, fatigué par la période turbulente connue au Club où il observe la valse de pas moins de six entraîneurs différents en cinq ans, il désire s'en aller. Pouvant compter notamment sur un intérêt du FC Twente, Odjidja finit tout de même par traverser la Manche pour aller tenter sa chance en Angleterre, à Norwich City.

#### Deuxième exil: Angleterre, Pologne et Grèce (2014-2018)

##### Norwich City (2014-2016)
La deuxième aventure à l'étranger est à peine plus réussie que la première pour Vadis Odjidja. Son transfert à Norwich City, en deuxième division anglaise, a lieu dans les derniers jours du mercato. Contrarié par une blessure au genou, il peine à s'imposer dans l'effectif des Canaries qui croient néanmoins encore en lui. À la recherche de temps de jeu, il est prêté en septembre 2015 au club de Rotherham United pour une période d'un mois. Les Millers pointent alors à la 20e place sur 24 au classement de la Championship et Vadis Odjidja joue un rôle prépondérant dans le bilan suivant de sept points sur douze et la remontée à la 12e place. Rotherham aimerait que le Belge prolonge son séjour mais il choisit de retourner à Norwich. Remonté en Premier League, Norwich City compte toujours sur le médian belge qui, après avoir enfin fêté ses débuts dans l'élite anglaise en novembre 2015, délivre la passe décisive permettant à Alexander Tettey d'inscrire le but de la victoire face à Southampton en janvier 2016, un quart d'heure après son entrée au jeu, s'attirant ainsi la sympathie des supporteurs. Son apport en championnat reste toutefois limité à dix rencontres en 2015-2016 et, répondant à l'appel de Besnik Hasi, Vadis troque l'Angleterre pour la Pologne en fin de saison.

##### Legia Varsovie (2016-2017)
À l'été 2016, Vadis Odjidja signe au Legia Varsovie où, malgré le limogeage rapide de Besnik Hasi, il s'impose enfin dans un club étranger. Il remporte le titre de champion de Pologne, ainsi qu'un titre de footballeur de l'année. Brillant en Ligue des champions, inscrivant notamment un superbe but face au Real Madrid, auteur de quatorze passes décisives et cinq buts en une saison, considéré par les frères Marcin et Michał Żewłakow comme le meilleur joueur ayant foulé les pelouses polonaise durant ce siècle, il décroche un transfert à l'Olympiakós en juillet 2017, où il retrouve Besnik Hasi et signe pour trois ans,.

##### Olympiakós (2017-2018)
Sans doute aidé par la présence d'une forte colonie belge, puisque Silvio Proto, Bjorn Engels, Guillaume Gillet et Kevin Mirallas évoluent tous également à l'Olympiakós, la découverte du championnat de Grèce se passe plutôt bien pour Vadis, auteur de quatre buts et trois passes décisives en 28 matches et ce, bien qu'Hasi soit à nouveau démis très tôt de ses fonctions. Cependant, l'Olympiakos ne réalise pas une bonne saison, manquant le titre pour la première fois depuis 2010, et le bouillant président Marinakis écarte le médian belge pendant dix jours début avril, jugeant son apport insuffisant par rapport à son salaire,. Marinakis n'ayant pas vraiment laissé planer de doute sur son avenir dans le club grec, fin mai 2018, le joueur apprend qu'il peut quitter le club en cas d'offre suffisante, la trésorerie étant fortement affectée. Peu auparavant, Guillaume Gillet en Kevin Mirallas ont eux aussi été prié de s'en aller. Ayant déjà envisagé de quitter la Grèce lors du mercato hivernal, notamment à la suite d'un cambriolage, Vadis Odjidja peut compter sur l'intérêt du Sporting Lisbonne et du FC Porto mais aussi de Leeds United. Il opte finalement pour un retour en Belgique et signe un contrat de deux ans à La Gantoise, le club de ses débuts.

#### La consécration à La Gantoise (2018-2023)
De retour dans sa ville natale, Vadis Odjidja va s'ériger en cinq ans en véritable patron de La Gantoise. Arrivé en 2018 à ce qu'il estime lui-même être 65% de sa condition optimale, le médian se sent chez lui dans un club au sein duquel il a fait ses premiers pas footballistiques et estime pouvoir y atteindre le point culminant de sa carrière. Sa première saison est en demi-teinte, il manque plusieurs rencontres, toujours taraudé par quelques pépins physiques, mais ses performances ne s'en ressentent pas vraiment car il est autant décisif que lors des saisons précédentes, mis à part son année exceptionnelle en Pologne, inscrivant quatre buts et délivrant quatre passes décisives. Il écope également de trois journées de suspension pendant les play-offs à la suite d'un carton rouge reçu face au Club Bruges KV pour un coup direct porté sur l'attaquant Wesley Moraes. Les Gantois atteignent néanmoins la finale de la Coupe de Belgique mais ils y sont défaits par le KV Malines (1-2). Lors de la saison suivante, Odjidja est nommé capitaine de l'équipe et il ne quittera plus le brassard avant son départ en 2023. Gand réalise un excellent parcours en Ligue Europa, éliminé de justesse par l'AS Roma en seizièmes de finale (0-1, 1-1) et termine deuxième, derrière Bruges, d'un championnat arrêté pour cause de pandémie de Covid-19. Convaincu par le projet du club et les résultats récents, Vadis paraphe fin mai 2020 un nouveau contrat jusqu'en juin 2023. Privé de leur capitaine au match retour des barrages, les Buffalos ne parviennent pas à forcer les portes de la Ligue des champions face au Dynamo Kiev et font ensuite piètre figure lors de la phase de poules de la Ligue Europa en terminant derniers sans un seul point engrangé. La saison 2020-2021 sera définitivement celle de la frustration pour La Gantoise qui termine septième du classement lors de la phase classique du championnat mais décroche néanmoins une place pour le deuxième tour de qualification de la toute nouvelle Ligue Europa Conférence. Interrogé fin novembre 2021 sur son état de forme moyen, le milieu de terrain ne se montre pas inquiet même si ses statistiques sont alors en-dessous des objectifs qu'il se fixe mais est plus gêné par une blessure aux ischio-jambiers, qui l'écarte des terrains quatre semaines en septembre et encore une fois quatre semaines en janvier, et qu'il estime s'être occasionnée lui-même en voulant absolument disputer la rencontre face à ses anciennes couleurs, le Club Bruges KV. La vision du capitaine gantois s'avère prémonitoire car La Gantoise réalise une excellente saison, achevant la phase de groupes de la Ligue Europa Conférence en tête de sa poule, éliminée néanmoins en huitièmes de finale par le PAOK Salonique, et terminant cinquième de la phase classique du championnat à un petit point des play-offs 1. Une saison couronnée par un titre en Coupe de Belgique face au RSC Anderlecht, ce qu'il estime être un rêve qui se réalise alors qu'il avait annoncé, lors de son retour, vouloir absolument gagner quelque chose avec le club. La dernière saison de Vadis Odjidja à Gand s'apparente à sa première, le médian est à nouveau freiné par les blessures et est ainsi notamment écarté des terrains, peu après la trève hivernale, pour une durée de huit semaines à la suite d'une opération au genou. Éliminés dès les barrages de la Ligue Europa par les modestes Chypriotes de l'Omónia Nicosie, les Buffalos ne seront ensuite écartés qu'en quarts de finale de la Ligue Europa Conférence face à West Ham United, futur vainqueur de l'épreuve. En juin 2023, alors qu'il espère encore prolonger d'une saison sa période gantoise, le club signifie à Vadis qu'il n'aura pas de nouveau contrat.

#### Troisième exil: Hajduk Split et fin de carrière (2023-2024)
En juillet 2023, en fin de contrat à La Gantoise, Vadis Odjidja s'engage avec le Hajduk Split. Attiré en Croatie par Ivan Leko, il y retrouve son ancien coéquipier à Gand Lovre Kalinić mais semble faire figure de chat noir pour ses entraîneurs à l'étranger car, après Besnik Hasi à deux reprises, c'est au tour de Leko d'être viré quelques semaines seulement après l'arrivée de Vadis. La saison démarre plutôt bien pour le milieu de terrain belge qui est titulaire et auteur de deux passes décisives lors des premières rencontres mais les deux premières défaites encourues ont ensuite raison de sa place dans le onze de base et, depuis la fin du mois de septembre, c'est depuis le banc qu'il observe son club se battre pour le titre et qu'il doit se contenter de quelques maigres minutes de jeu. L'Hajduk n'a plus remporté de titre depuis 2015 et la pression est énorme, éliminé en Coupe de Croatie début avril par le Dinamo Zagreb, il pointe alors à la troisième place du championnat, à dix unités de la première place. Le conseil de surveillance du club prend alors la décision de résilier le contrat de l'entraîneur Mislav Karoglan (en), entraînant la démission de ses assistants peu après, mais aussi de destituer le président Lukša Jakobušić. Les rênes de l'équipe première sont confiés à Jure Ivanković (en), ce qui semble avoir un effet positif pour Vadis qui est à nouveau titulaire mi-avril.

### En sélections nationales
International espoir régulier, il compte dix capes ainsi qu'une chez les moins de 20 ans, il a également participé aux Jeux olympiques de Pekin en 2008, lors desquels il dispute deux rencontres.
D'origine ghanéenne par son père, Vadis Odjidja choisit de représenter les Diables Rouges. Il honore sa première sélection en novembre 2010 lors d'un déplacement en Russie, remporté par les Diables (0-2). Il monte au jeu quelques instants en fin de match. Il joue également quelques minutes lors de la venue de l'Azerbaïdjan en mars 2011 (victoire 4-1). Il reçoit sa troisième cape lors de la victoire contre le Kazakhstan (4-1) en octobre 2011. Il s'agit à ce jour de ses seules minutes avec la sélection belge.

## Statistiques

### En club
| Saison                | Club                    | Championnat           | Championnat | Championnat | Championnat | Coupe nationale | Coupe nationale | Coupe nationale | Coupe de la Ligue | Coupe de la Ligue | Coupe de la Ligue | Supercoupe | Supercoupe | Supercoupe | Compétition(s) continentale(s) | Compétition(s) continentale(s) | Compétition(s) continentale(s) | Compétition(s) continentale(s) | Autres compétitions | Autres compétitions | Autres compétitions | Autres compétitions | Belgique | Belgique | Belgique | Total | Total | Total |
| Saison                | Club                    | Division              | M.          | B.          | P.d.        | M.              | B.              | P.d.            | M.                | B.                | P.d.              | M.         | B.         | P.d.       | Comp.                          | M.                             | B.                             | P.d.                           | Comp.               | M.                  | B.                  | P.d.                | M.       | B.       | P.d.     | M.    | B.    | P.d.  |
| 2006-2007             | RSC Anderlecht          | Division 1            | -           | -           | -           | -               | -               | -               | -                 | -                 | -                 | 1          | 0          | 0          | C1                             | -                              | -                              | -                              | -                   | -                   | -                   | -                   | -        | -        | -        | 1     | 0     | 0     |
| 2007-2008             | RSC Anderlecht          | Division 1            | 3           | 1           | 0           | 1               | 0               | 0               | -                 | -                 | -                 | -          | -          | -          | C3                             | -                              | -                              | -                              | -                   | -                   | -                   | -                   | -        | -        | -        | 4     | 1     | 0     |
| Sous-total            | Sous-total              | Sous-total            | 3           | 1           | 0           | 1               | 0               | 0               | -                 | -                 | -                 | 1          | 0          | 0          | -                              | -                              | -                              | -                              | -                   | -                   | -                   | -                   | -        | -        | -        | 5     | 1     | 0     |
| 2007-2008             | Hambourg SV             | Bundesliga            | 2           | 0           | 0           | 0               | 0               | 0               | -                 | -                 | -                 | -          | -          | -          | C3                             | 1                              | 0                              | 0                              | -                   | -                   | -                   | -                   | -        | -        | -        | 3     | 0     | 0     |
| 2008-2009             | Hambourg SV             | Bundesliga            | 0           | 0           | 0           | -               | -               | -               | -                 | -                 | -                 | -          | -          | -          | C3                             | 0                              | 0                              | 0                              | -                   | -                   | -                   | -                   | -        | -        | -        | 0     | 0     | 0     |
| Sous-total            | Sous-total              | Sous-total            | 2           | 0           | 0           | 0               | 0               | 0               | -                 | -                 | -                 | -          | -          | -          | -                              | 1                              | 0                              | 0                              | -                   | -                   | -                   | -                   | -        | -        | -        | 3     | 0     | 0     |
| 2007-2008             | Hambourg SV II          | Regionalliga Nord     | 8           | 0           | 0           | -               | -               | -               | -                 | -                 | -                 | -          | -          | -          | -                              | -                              | -                              | -                              | -                   | -                   | -                   | -                   | -        | -        | -        | 8     | 0     | 0     |
| 2008-2009             | Hambourg SV II          | Regionalliga Nord     | 4           | 0           | 0           | -               | -               | -               | -                 | -                 | -                 | -          | -          | -          | -                              | -                              | -                              | -                              | -                   | -                   | -                   | -                   | -        | -        | -        | 4     | 0     | 0     |
| Sous-total            | Sous-total              | Sous-total            | 12          | 0           | 0           | -               | -               | -               | -                 | -                 | -                 | -          | -          | -          | -                              | -                              | -                              | -                              | -                   | -                   | -                   | -                   | -        | -        | -        | 12    | 0     | 0     |
| 2008-2009             | Club Bruges KV          | Division 1            | 16          | 0           | 1           | -               | -               | -               | -                 | -                 | -                 | -          | -          | -          | C3                             | -                              | -                              | -                              | -                   | -                   | -                   | -                   | -        | -        | -        | 16    | 0     | 1     |
| 2009-2010             | Club Bruges KV          | Division 1            | 27          | 4           | 1           | 3               | 0               | 0               | -                 | -                 | -                 | -          | -          | -          | C3                             | 12                             | 1                              | 0                              | PO1                 | 8                   | 0                   | 2                   | -        | -        | -        | 50    | 5     | 3     |
| 2010-2011             | Club Bruges KV          | Division 1            | 27          | 5           | 3           | 2               | 0               | 0               | -                 | -                 | -                 | -          | -          | -          | C3                             | 7                              | 0                              | 0                              | PO1                 | 10                  | 1                   | 0                   | -        | -        | -        | 46    | 6     | 3     |
| 2011-2012             | Club Bruges KV          | Division 1            | 20          | 4           | 4           | 2               | 0               | 2               | -                 | -                 | -                 | -          | -          | -          | C3                             | 10                             | 1                              | 3                              | PO1                 | 9                   | 0                   | 1                   | -        | -        | -        | 41    | 5     | 10    |
| 2012-2013             | Club Bruges KV          | Division 1            | 25          | 2           | 4           | 2               | 1               | 0               | -                 | -                 | -                 | -          | -          | -          | C1+C3                          | 2+7                            | 1+0                            | 0+0                            | PO1                 | 6                   | 3                   | 1                   | -        | -        | -        | 42    | 7     | 5     |
| 2013-2014             | Club Bruges KV          | Division 1            | 24          | 3           | 6           | 2               | 0               | 0               | -                 | -                 | -                 | -          | -          | -          | C3                             | -                              | -                              | -                              | PO1                 | 6                   | 0                   | 0                   | -        | -        | -        | 32    | 3     | 6     |
| 2014-2015             | Club Bruges KV          | Division 1            | 3           | 0           | 0           | 0               | 0               | 0               | -                 | -                 | -                 | -          | -          | -          | C3                             | 1                              | 0                              | 0                              | PO1                 | -                   | -                   | -                   | -        | -        | -        | 4     | 0     | 0     |
| Sous-total            | Sous-total              | Sous-total            | 142         | 18          | 19          | 11              | 1               | 2               | -                 | -                 | -                 | -          | -          | -          | -                              | 39                             | 3                              | 3                              | -                   | 39                  | 4                   | 4                   | -        | -        | -        | 231   | 26    | 28    |
| 2014-2015             | Norwich City            | Championship          | 5           | 0           | 0           | -               | -               | -               | 1                 | 0                 | 0                 | -          | -          | -          | -                              | -                              | -                              | -                              | PO                  | 0                   | 0                   | 0                   | -        | -        | -        | 6     | 0     | 0     |
| 2015-2016             | Norwich City            | Premier League        | 10          | 0           | 2           | 1               | 0               | 0               | 2                 | 0                 | 0                 | -          | -          | -          | -                              | -                              | -                              | -                              | -                   | -                   | -                   | -                   | -        | -        | -        | 13    | 0     | 2     |
| Sous-total            | Sous-total              | Sous-total            | 15          | 0           | 2           | 1               | 0               | 0               | 3                 | 0                 | 0                 | -          | -          | -          | -                              | -                              | -                              | -                              | -                   | 0                   | 0                   | 0                   | -        | -        | -        | 19    | 0     | 2     |
| 2015-2016             | Rotherham United (prêt) | Championship          | 4           | 1           | 0           | -               | -               | -               | -                 | -                 | -                 | -          | -          | -          | -                              | -                              | -                              | -                              | -                   | -                   | -                   | -                   | -        | -        | -        | 4     | 1     | 0     |
| 2016-2017             | Legia Varsovie          | Ekstraklasa           | 24          | 3           | 8           | 1               | 0               | 0               | -                 | -                 | -                 | -          | -          | -          | C1+C3                          | 8+2                            | 1+0                            | 2+0                            | PO                  | 7                   | 1                   | 4                   | -        | -        | -        | 42    | 5     | 14    |
| 2017-2018             | Olympiakós              | Super League          | 17          | 2           | 2           | 1               | 0               | 0               | -                 | -                 | -                 | -          | -          | -          | C1                             | 10                             | 2                              | 1                              | -                   | -                   | -                   | -                   | -        | -        | -        | 28    | 4     | 3     |
| 2018-2019             | KAA La Gantoise         | Division 1A           | 21          | 4           | 3           | 5               | 0               | 1               | -                 | -                 | -                 | -          | -          | -          | C3                             | 4                              | 0                              | 0                              | PO1                 | 7                   | 0                   | 0                   | -        | -        | -        | 37    | 4     | 4     |
| 2019-2020             | KAA La Gantoise         | Division 1A           | 26          | 3           | 8           | 2               | 0               | 0               | -                 | -                 | -                 | -          | -          | -          | C3                             | 14                             | 0                              | 6                              | -                   | -                   | -                   | -                   | -        | -        | -        | 42    | 3     | 14    |
| 2020-2021             | KAA La Gantoise         | Division 1A           | 19          | 1           | 7           | 2               | 1               | 0               | -                 | -                 | -                 | -          | -          | -          | C1+C3                          | 2+4                            | 0+1                            | 0+0                            | PO2                 | 6                   | 1                   | 2                   | -        | -        | -        | 33    | 4     | 9     |
| 2021-2022             | KAA La Gantoise         | Division 1A           | 24          | 1           | 2           | 6               | 2               | 2               | -                 | -                 | -                 | -          | -          | -          | C4                             | 13                             | 2                              | 0                              | PO2                 | 5                   | 1                   | 0                   | -        | -        | -        | 48    | 6     | 4     |
| 2022-2023             | KAA La Gantoise         | Division 1A           | 24          | 1           | 5           | 3               | 0               | 0               | -                 | -                 | -                 | -          | -          | -          | C3+C4                          | 2+10                           | 0+2                            | 0+0                            | PO2                 | 5                   | 0                   | 1                   | -        | -        | -        | 44    | 3     | 6     |
| Sous-total            | Sous-total              | Sous-total            | 114         | 10          | 25          | 18              | 3               | 3               | -                 | -                 | -                 | -          | -          | -          | -                              | 49                             | 5                              | 6                              | -                   | 23                  | 2                   | 3                   | -        | -        | -        | 204   | 20    | 37    |
| 2023-2024             | Hajduk Split            | Prva Liga             | 25          | 0           | 2           | 2               | 0               | 0               | -                 | -                 | -                 | 1          | 0          | 0          | C4                             | 2                              | 0                              | 0                              | -                   | -                   | -                   | -                   | -        | -        | -        | 30    | 0     | 2     |
| Total sur la carrière | Total sur la carrière   | Total sur la carrière | 358         | 35          | 58          | 35              | 4               | 5               | 3                 | 0                 | 0                 | 2          | 0          | 0          | -                              | 111                            | 11                             | 12                             | -                   | 69                  | 7                   | 11                  | 3        | 0        | 0        | 581   | 57    | 86    |

### En sélections nationales
| Saison                | Sélection             | Campagne                            | Phases finales | Phases finales | Phases finales | Éliminatoires | Éliminatoires | Éliminatoires | Matchs amicaux | Matchs amicaux | Matchs amicaux | Total | Total | Total |
| Saison                | Sélection             | Campagne                            | Sél.           | Cap.           | Buts           | Sél.          | Cap.          | Buts          | Sél.           | Cap.           | Buts           | Sél.  | Cap.  | Buts  |
| --------------------- | --------------------- | ----------------------------------- | -------------- | -------------- | -------------- | ------------- | ------------- | ------------- | -------------- | -------------- | -------------- | ----- | ----- | ----- |
| 2006-2007             | Belgique -18 ans      | -                                   | -              | -              | -              | -             | -             | -             | 3              | 3              | 0              | 3     | 3     | 0     |
| 2007-2008             | Belgique -19 ans      | Euro U-19 2008                      | -              | -              | -              | 3             | 3             | 1             | 6              | 6              | 2              | 9     | 9     | 3     |
| 2008-2009             | Belgique -20 ans      | International Challenge Trophy (en) | 1              | 1              | 0              | -             | -             | -             | -              | -              | -              | 1     | 1     | 0     |
| Sous-total            | Sous-total            | Sous-total                          | 1              | 1              | 0              | 3             | 3             | 1             | 9              | 9              | 2              | 13    | 13    | 3     |
| 2007-2008             | Belgique espoirs      | Euro espoirs 2009                   | -              | -              | -              | 2             | 2             | 0             | 1              | 1              | 0              | 3     | 3     | 0     |
| 2008-2009             | Belgique espoirs      | Euro espoirs 2009                   | -              | -              | -              | -             | -             | -             | 2              | 2              | 0              | 2     | 2     | 0     |
| 2009-2010             | Belgique espoirs      | Euro espoirs 2011                   | -              | -              | -              | 4             | 4             | 0             | 1              | 1              | 0              | 5     | 5     | 0     |
| Sous-total            | Sous-total            | Sous-total                          | -              | -              | -              | 6             | 6             | 0             | 4              | 4              | 0              | 10    | 10    | 0     |
| 2007-2008             | Belgique olympique    | JO 2008                             | 5              | 2              | 0              | -             | -             | -             | -              | -              | -              | 5     | 2     | 0     |
| Sous-total            | Sous-total            | Sous-total                          | 5              | 2              | 0              | -             | -             | -             | -              | -              | -              | 5     | 2     | 0     |
| 2010-2011             | Belgique              | Euro 2012                           | -              | -              | -              | 1             | 1             | 0             | 1              | 1              | 0              | 2     | 2     | 0     |
| 2011-2012             | Belgique              | Euro 2012                           | -              | -              | -              | 2             | 1             | 0             | 2              | 0              | 0              | 4     | 1     | 0     |
| Sous-total            | Sous-total            | Sous-total                          | -              | -              | -              | 3             | 2             | 0             | 3              | 1              | 0              | 6     | 3     | 0     |
| Total sur la carrière | Total sur la carrière | Total sur la carrière               | 6              | 3              | 0              | 12            | 11            | 1             | 16             | 14             | 2              | 34    | 28    | 3     |

### Matchs internationaux
| Matchs internationaux de Vadis Odjidja Ofoe | Matchs internationaux de Vadis Odjidja Ofoe | Matchs internationaux de Vadis Odjidja Ofoe | Matchs internationaux de Vadis Odjidja Ofoe | Matchs internationaux de Vadis Odjidja Ofoe | Matchs internationaux de Vadis Odjidja Ofoe | Matchs internationaux de Vadis Odjidja Ofoe | Matchs internationaux de Vadis Odjidja Ofoe                      |
| #                                           | Date                                        | Lieu                                        | Adversaire                                  | Résultat                                    | Compétition                                 | Club                                        | Notes                                                            |
| ------------------------------------------- | ------------------------------------------- | ------------------------------------------- | ------------------------------------------- | ------------------------------------------- | ------------------------------------------- | ------------------------------------------- | ---------------------------------------------------------------- |
| 1                                           | 17 novembre 2010                            | Stade central (en), Voronej, Russie         | Russie                                      | V 2 - 0                                     | Match amical                                | Club Bruges KV                              | Entre en jeu à la place de Mousa Dembélé à la 90e minute de jeu. |
| 2                                           | 29 mars 2011                                | Stade Roi Baudouin, Bruxelles, Belgique     | Azerbaïdjan                                 | V 4 - 1                                     | Éliminatoires de l'Euro 2012                | Club Bruges KV                              | Entre en jeu à la place de Steven Defour à la 90e minute de jeu. |
| -                                           | 10 août 2011                                | Stadion Stožice, Ljubljana, Slovénie        | Slovénie                                    | N 0 - 0                                     | Match amical                                | Club Bruges KV                              | Remplaçant.                                                      |
| -                                           | 2 septembre 2011                            | Stade Tofiq-Béhramov, Bakou, Azerbaïdjan    | Azerbaïdjan                                 | N 1 - 1                                     | Éliminatoires de l'Euro 2012                | Club Bruges KV                              | Remplaçant.                                                      |
| -                                           | 6 septembre 2011                            | Stade Roi Baudouin, Bruxelles, Belgique     | États-Unis                                  | V 1 - 0                                     | Match amical                                | Club Bruges KV                              | Remplaçant.                                                      |
| 3                                           | 7 octobre 2011                              | Stade Roi Baudouin, Bruxelles, Belgique     | Kazakhstan                                  | V 4 - 1                                     | Éliminatoires de l'Euro 2012                | Club Bruges KV                              | Entre en jeu à la place de Eden Hazard à la 63e minute de jeu.   |

## Palmarès

### En club
|  |  | RSC Anderlecht - Championnat de Belgique : - Vice-champion : 2008 - Coupe de Belgique (1) : - Vainqueur: 2008 - Supercoupe de Belgique (1) : - Vainqueur : 2006 |  | Club Bruges KV - Championnat de Belgique : - Vice-champion : 2011, 2012 et 2015 |  | Legia Varsovie - Championnat de Pologne (1) : - Vainqueur : 2017 |  | KAA La Gantoise - Championnat de Belgique : - Vice-champion : 2020 - Coupe de Belgique (1) : - Vainqueur: 2022 - Finaliste : 2019 - Supercoupe de Belgique : - Finaliste : 2022 |  | Hajduk Split - Supercoupe de Croatie : - Finaliste : 2023 |

### En sélections nationales
| Belgique olympique - Jeux olympiques : - Quatrième : 2008. |  | Belgique -20 ans - International Challenge Trophy (en) (1) : - Vainqueur : 2009 (en) |  |  |

### Distinctions personnelles
- Footballeur de l'année en Pologne, lors de la saison 2016-2017[43].
- Joueur de la saison 2016-2017, choix des utilisateurs Transfermarkt[81].